# Вид на деревню
«Вид на деревню» (фр. La Vue de village) — картина в стиле раннего импрессионизма с элементами академизма французского художника Жана-Фредерика Базиля, на которой изображён портрет девушки на фоне деревенского пейзажа. Полотно написано в 1868 году и представляет собой живопись маслом на холсте размером 137,5×85,5 см. В настоящее время хранится в Музее Фабра в Монпелье.

## История
В декабре 1863 года Базиль поставил перед собой цель «писать портреты на солнце». В 1864—1869 годах он написал несколько портретов на пленэре, во время пребывания в семейном имении Мерик на окраине Монпелье. Так, в 1864 году им было написано полотно «Розовое платье», а в 1867 году — «Воссоединение семьи», групповой портрет родственников и знакомых. В 1868 году здесь же на юге Франции им были написаны две картины — портрет обнажённого мужчины «Рыбак с сетью» и портрет девушки с деревенским пейзажем на заднем плане «Вид на деревню».
Обе картины Базиль хотел представить публике на выставке в Парижском салоне в 1869 году. Руководство салона отвергло полотно художника «Рыбак с сетью» и допустило к выставке только полотно «Вид на деревню». Художница Берта Моризо, увидевшая картину на выставке в мае 1869 года, написала в письме к сестре: «Великий Базиль создал то, что мне кажется очень верным: эта девочка в лёгком платье в тени дерева, а за ней видна деревня. Там много света, солнца. Он попытался изобразить то, что так часто пытались изобразить все мы — написать портрет на пленэре, и на этот раз его попытка удалась».
О способности Базиля совмещать в полотнах портретную живопись с потребностями живописи на пленэре, критик Луи Эдмон Дюранти писал в своём обзоре: «Каждую весну из южных областей господин Базиль возвращается с летними […] картинами, полными зелени, солнечного света и простой конструкции». Художник Захария Аструк также признал за автором полотна лидерство в изображении «необычайной полноты света, особого впечатления от пленэра, власти дня».

## Описание
Девушка, изображённая художником на переднем плане картины, вероятно, была дочерью итальянца — садовника в имении родителей Базиля. Однако часть искусствоведов склоняется в версии, что на обеих картинах («Розовое платье» и «Вид на деревню») изображена одна и та же модель – кузина художника Тереза де Хор.
Девушка сидит на земле в тени ветвей сосны, со сложенными на коленях руками, в которых держит маленький букет. Её проницательный и серьёзный взгляд обращён на зрителя и контрастирует с нежными чертами лица. Базиль с большим мастерством изобразил лицо девушки, демонстрирующее её характер.
На девушке платье из белого муслина с розовыми и серыми полосками. Красная лента в её волосах и пояс того же цвета создают яркий акцент. На заднем плане картины изображены река Лез и городок Кастельно-ле-Лез, залитый солнечным светом, с черепичными крышами и колокольней церкви Святого Иоанна Крестителя.

## Провенанс
Со времени создания полотна в 1868 году, оно находилось в имении родителей художника Гастона Базиля и Камиллы Базиль, урождённой Виалар в Монпелье. В 1898 году Камилла Базиль передала картину в дар музею Фабра, в собрании которого она находится в настоящее время.